# Cremosano
Cremosano est une commune italienne de la province de Crémone dans la région Lombardie en Italie.

## Administration
| Période                                  | Période | Identité        | Étiquette     | Qualité |
| ---------------------------------------- | ------- | --------------- | ------------- | ------- |
| 2014                                     |         | Marco Fornaroli | Liste civique | maire   |
| Les données manquantes sont à compléter. |         |                 |               |         |

### Communes limitrophes
Campagnola Cremasca, Casaletto Vaprio, Crema, Trescore Cremasco